# Huilelot
Huilelot is een bestuurslaag in het regentschap Kupang van de provincie Oost-Nusa Tenggara, Indonesië. Huilelot telt 778 inwoners (volkstelling 2010).